# Федерация Босна и Херцеговина
Федерация Босна и Херцеговина (на босненски: Federacija Bosne i Hercegovine) е една от двете съставни части на Босна и Херцеговина. Образувана е след подписването на Вашингтонските споразумения от 18 март 1994 година между Хърватия и Босна и Херцеговина. С тези споразумения е затвърден хърватско-бошняшкият съюз в Босна и Херцеговина.
На 30 март 1994 година в Сараево заседава Скупщината (Велико Народно събрание) на Федерация Босна и Херцеговина, която приема Конституция на Федерацията. Тази Скупщина заседава до 1996 година, когато са проведени избори за Парламент на Федерация Босна и Херцеговина.

## Административно деление
Административното деление на Федерация Босна и Херцеговина е устроено по кантонен принцип, както следва (в скоби са показани административни центрове):
1. Унско-сански кантон (Бихач)
2. Посавски кантон (Ораше)
3. Тузлански кантон (Тузла)
4. Зенишко-добойски кантон (Зеница)
5. Босненско-подрински кантон (Горажде)
6. Среднобосненски кантон (Травник)
7. Херцеговско-неретвански кантон (Мостар)
8. Западнохерцеговски кантон (Широки брег)
9. Сараевски кантон (Сараево)
10. Западнобосненски кантон (Ливно)

Главен град на Федерация Босна и Херцеговина е Сараево, а в Мостар се намират четири федерални министерства.
В пет от кантоните на Федерацията (Унско-сански, Тузлански, Зенишко-добойски, Босненско-подрински и Сараевски кантон) преобладаващото население е бошняшко, в три от тях (Посавски, Западнохерцеговски и Западнобосненски) – преобладаващото население е хърватско и в два от тях (Среднобосненски и Херцеговско-неретвански) – населението е „смесено“, което означава че в тях действат специални законови процедури, гарантиращи правата на представителите на различните етнически общности.
Към настоящия момент Федерация Босна и Херцеговина на второ административно ниво е разделена на 79 общини.

## Население
| 2 757 888 (1991 г.) - 1 436 498 (52,1%)- бошняци - 610 458 (22,1%)- хървати - 485 933 (17,6%)- сърби - 224 999 (8,2%)- други |

| 2 444 665 (1996 г.) - 1 773 566 (72,5%)- бошняци - 556 289 (22,8%)- хървати - 56 618 (2,3%)- сърби - 58 192 (2,4%)- други |

## Галерия
- Кантоните на Федерация Босна и Херцеговина
- Почител – турско село в покрайнините на Мостар
- Мостар – изглед към Стари мост
- Изворът Врело Босне
- Изглед към столицата Сараево
- Изглед към връх Троглав от град Ливно
- Изглед от град Яйце
- Водопадът Плива в град Яйце